# 東京演劇女子.
東京演劇女子.（とうきょうえんげきじょし、Tokyo Engeki Joshi）は、《演劇×アイドル》をコンセプトに女優を軸に活動し、アイドル的展開も行う日本の5人組パフォーマンス集団である。略称は「東女.」

## 概要
東日本大震災をきっかけに「人々の明日への活力となる演劇やライブを届ける」として誕生した。グループ全体の公式カラーはブルー（正しくは藍染カラー）。ファンは「花が咲く」という意味と「ブルーチーム」の略から『bloom』（読み方はブルーム）と表記される。2019年の再始動よりグループ名を「東京演劇女子」から「東京演劇女子.(ドット）」に変更。

## 来歴
2017年(平成29年)、劇団Human b.が創立22周年を記念し晩夏に派生ユニットとしてオーディションを行い、選ばれた若手女子により構成された集団である。一時活動休止した後、2019年春より新メンバーオーディションにて選出されたRESTART1stMEMBERによって2019年9月に再始動。2020年2月8日秋葉原にてライブデビューを行った。

### 脚本・演出・プロデュース
脚本・演出・プロデュースは、劇団Human b.の主宰者・下村和啓が担当している。Human b.の旗揚げ公演を行った1995年(平成7年)1月、旗揚げ公演初日の10日前に、主宰者の地元である関西地方で阪神・淡路大震災が、2011年(平成23年)には、Human b.の旗上げメンバーであり看板女優の地元、気仙沼を含む東北地方で東日本大震災があった経緯から、劇団だけではできない「人々の明日への活力となる演劇やライブを全国にお届けできる集団を」と考え東京演劇女子.を立ち上げた。「故郷」「望郷」をテーマにした作品世界、「感情と感情でぶつかり合えるライブ」を作り上げている。

### 音楽
シンガーソングライターの高満洋子による歌唱指導を日々受けながら、2021年秋頃、高満洋子書下ろしによる東京演劇女子.オリジナル楽曲を制作しデビューミニアルバムの発売、CDデビューが決定している。

## メンバー
| カラー | 名前     | 愛称          | 生年月日 | 身長  | 出身   | 血液型 | 動物       | 備考                                                                                |
| ------ | -------- | ------------- | -------- | ----- | ------ | ------ | ---------- | ----------------------------------------------------------------------------------- |
| ピンク | 大熊里彩 | りさ ばぶ     | 2月14日  | 156cm | 千葉県 | B型    | くま       | 帰国子女で英語が堪能。 最年少でもあり可愛がられる愛されキャラ。                     |
| 黄     | 千歳ゆい | ゆい          | 1月24日  | 138cm | 東京都 | A型    | ひよこ     | ハスキーボイスが特徴の個性派。 何事にもへこたれない前向きな性格。                   |
| 赤     | 福島もね | もね          | 5月20日  | 153cm | 愛媛県 | AB型   | ぺんぎん   | 定期オリジナル脚本で主役を演じた努力派。 たまに毒舌キャラを発動し女性ファンも多い。 |
| 青     | 山本尚未 | おみ          | 12月21日 | 147cm | 福岡県 | O型    | ハムスター | リーダー的存在でグループを引っ張っている。 いざという時に頼りになる最年長。         |
| 紫     | 林乃菜姫 | なぎ りんなぎ | 7月21日  | 163cm | 岐阜県 | O型    | おおかみ   | 姉的存在で真っ直ぐな真面目派。 実は1番乙女な性格の持ち主と言われる。                |

### 旧メンバー
| 名前       | 愛称          | 生年月日 | 身長  | 出身   | 血液型 | 動物   | 備考                       |
| ---------- | ------------- | -------- | ----- | ------ | ------ | ------ | -------------------------- |
| 飯塚シオン | シオン ちゃ～ | 11月6日  | 156cm | 千葉県 | A型    | ひつじ | 現在裏メンバー。カラー：緑 |

### コンビ
- 【シオン×もね】雰囲気が似ていることから双子と称され「もちゃこんび」と呼ばれている。
- 【ゆい×なぎ】メンバー1の低身長と高身長コンビから「凸凹ちゃんず」と呼ばれている。
- 【ゆい×りさ】酒豪赤ちゃんと最年少ばぶによるコンビで「べビばぶ」と呼ばれている。
- 【もね×なぎ】メンバー内の同い歳コンビで性格もタイプも正反対ながら、プライベートでも仲が良いことから「もこなちょ」と呼ばれている。
- 【なぎ×下村プロデューサー】東京演劇女子.の定例会により誕生したコンビで「ナギ村さん」と呼ばれている。

## 略歴
2017年
第1期メンバー募集
2018年
4月25日・ファーストライブ「桜舞う空の向こうへ」実施。
6月13日～17日・下北沢にて旗揚げ公演「リバース～あの夏の欠片たち～」を開催。
2019年
2月9日～11日・Humanb.×東京演劇女子「ミグラード」朗読劇「銀河鉄道の夜」を開催。
終演をもって活動休止。
4月・RESTART1stMEMBERオーディション開始。
9月・メンバーを一新し再始動。
2020年
2月8日～9日・秋葉原SinfoniAにてライブデビュー。
その後現在も含め数々のライブイベントへ出演。
10月10日・メルシアーク神楽坂にて毎月1部演劇、2部ライブ構成の初単独定期公演スタート。
2021年
3月13日～14日・単独定期公演FINALを行う。
3月26日・新宿アルタに初登場。
5月18日・新宿ReNYに初登場。

## 公演・ライブ
- ライブ『桜舞う空の向こうへ』（2018年4月25日）
- 舞台『リバース あの夏の欠片たち』（2018年6月13～17日）
- 朗読劇　せんがわ演劇祭～リーディング・フェスティバル～参加「ミグラード 朗読劇『銀河鉄道の夜』」（2019年2月9～11日）
- 単独定期公演vol.1「ミグラード」スタート（10月10日）
- 単独定期公演vol.2「穴」（11月14～15日）
- 単独定期公演vol.3～クリスマススペシャル～「11匹のねこ/全編」（12月26～27日）
- 単独定期公演vol.4「11匹のねこ/後編」（2月13日）
- プチワンマン＠東京アイドル劇場mini（2月23日）
- 単独定期公演FINAL、完全オリジナル脚本「永遠に記憶された季節～私たちのあの場所へ～」（3月13～14日）

## 出演
- 地上波テレビ番組公開収録イベント「MUSE9」千葉テレビ(2020年9月10日)-下畑美歌、千歳ゆい、福島もね、山本尚未
- ラジオ公開収録イベント「インスタントジョンソンゆうぞう先生の音の葉・言の葉・ハイスクール」(2020年9月16日)-福島もね
- レギュラー出演「羊小屋〜ガールズ★サミット〜」(毎月第3土曜日)-千歳ゆい
- レギュラー出演「声優プラネタリウム」(毎月第3土曜日)-大熊里彩

### 東京演劇女子.
- 公式Twitter(@tej_official_pr)
- 公式Instagram(@tej_official_pr)

### メンバー
- 飯塚シオン‐Twitter(@11on_6s)・Instagram(@sheeeep.1)
- 大熊里彩-Twitter(@sato_irodoru)・Instagram(@sato_irodoru)
- 下畑美歌-Twitter(@onakasuitamika)・Instagram(mi_s_y__re)

- 千歳ゆい-Twitter(@C__Y__00)・Instagram(138c.m)
- 福島もね-Twitter(@o_v53M)・Instagram(@mo_one502)
- 山本尚未-Twitter(@omi_yama_)・Instagram(@omi_seseri)
- 林乃菜姫-Twitter(@nagi_Rinno)・Instagram(@nagi_rinno.official)